# 박수연 (배드민턴 선수)
박수연(1974년 11월 27일~)은 대한민국의 배드민턴 선수로, 1996년 하계 올림픽에서 여자 복식에 참가했다.